# Tenisová sezóna Rogera Federera 2018
Tenisová sezóna Rogera Federera 2018 začala na australském kontinentu, kde švýcarský tenista nastoupil druhý rok za sebou s Belindou Bencicovou do lednového Hopmanova poháru. Švýcarský tým získal třetí trofej po finálovém vítězství nad Německem. Na úvodním Grand Slamu Australian Open posedmé postoupil do závěrečného boje o titul, kde se stal jeho soupeřem ve wimbledonské repríze Chorvat Marin Čilić.

## Přehled sezóny

### Zimní sezóna na tvrdém povrchu

#### Hopmanův pohár
Sezónu rozehrál druhý rok za sebou v soutěži smíšený družstev ITF, lednovém Hopmanově poháru. Jednalo se o jeho čtvrtou perthskou účast a opět nastoupil se spoluhráčkou slovenského původu. Po Hingisové a Vavrincové se jí podruhé ve švýcarském týmu stala Belinda Bencicová.
V prvním singlu zdolal světovou čtyřicítku Jūiči Sugitu ve dvou setech a po zvládnutém mixu Švýcaři nad Japonskem zvítězili 3:0 na zápasy. Ve druhém mezistátnímu duelu přehrál Karena Chačanova, když druhý set rozhodl až dlouhý tiebreak poměrem míčů 10:8. Po bodu ze smíšené čtyřhry hrané v rychlém formátu zástupci „země helvetského kříže“ triumfovali 3:0. Závěrečnému skupinovému zápasu proti Spojeným státům přihlížela 4. ledna 2018 v Perthské aréně rekordní návštěva za celou třicetiletou historii turnaje, která činila 14 029 diváků. Jednalo se také o nejvíce navštívené tenisové utkání v historii Západní Austrálie. Federer zvládl koncovky obou sad a vyhrál proti osmému muži žebříčku Jacku Sockovi. Po vítězství Bencicové vybojovali ve smíšené čtyřhře třetí bod nad dvojicí Sock a Coco Vandewegheovou, jíž patřila desátá příčka světové klasifikace.
Bez prohraného utkání postoupili do finále, v němž je po roce opět čekalo střetnutí s německým výběrem. Federer na úvod vrátil prohru světové čtyřce Alexandru Zverevovi, když po ztraceném prvním setu ve zkrácené hře dovolil soupeři v dalších dvou dějstvích uhrát jen dva gamy. Poté, co Bencicová nestačila na Angelique Kerberovou, rozhodl o vítězích turnaje až mix. V něm oba zkrácené sety připadly Švýcarům, kteří si tak odvezli třetí trofej. Federer zároveň překonal rekord dvanáctiletého rozpětí mezi dvěma tituly Španělky Arantxy Sánchezové Vicariové, když druhý perthský vavřín vybojoval po sedmnácti letech.

#### Australian Open
Na Australian Open přijel v roli obhájce titulu a druhého hráče žebříčku.

## Přehled utkání

### Dvouhra: (6–0)
| Turnaj | utkání                | fáze        | soupeř             | ATP | stav  | výsledek           |
| --- | --------------------- | ----------- | ------------------ | --- | ----- | ------------------ |
| Australian Open Melbourne, Austrálie Grand Slam tvrdý, venku 15.–28. ledna 2018                                      | 1383.                 | 1. kolo     | Aljaž Bedene       | 51. | výhra | 6–3, 6–4, 6–3      |
| Australian Open Melbourne, Austrálie Grand Slam tvrdý, venku 15.–28. ledna 2018                                      | 1384.                 | 2. kolo     | Jan-Lennard Struff | 55. | výhra | 6–4, 6–4, 7–6(7–4) |
| Australian Open Melbourne, Austrálie Grand Slam tvrdý, venku 15.–28. ledna 2018                                      | 1385.                 | 3. kolo     | Richard Gasquet    | 31. | výhra | 6–2, 7–5, 6–4      |
| Australian Open Melbourne, Austrálie Grand Slam tvrdý, venku 15.–28. ledna 2018                                      | 1386.                 | 4. kolo     | Márton Fucsovics   | 80. | výhra | 6–4, 7–6(7–3), 6–2 |
| Australian Open Melbourne, Austrálie Grand Slam tvrdý, venku 15.–28. ledna 2018                                      | 1387.                 | čtvrtfinále | Tomáš Berdych      | 20. | výhra | 7–6(7–1), 6–3, 6–4 |
| Australian Open Melbourne, Austrálie Grand Slam tvrdý, venku 15.–28. ledna 2018                                      | 1388.                 | semifinále  | Čong Hjon          | 38. | výhra | 6–1, 5–2skreč      |
| Australian Open Melbourne, Austrálie Grand Slam tvrdý, venku 15.–28. ledna 2018                                      | 1389.                 | finále      | Marin Čilić        | 6.  | výhra |                    |
| Australian Open Melbourne, Austrálie Grand Slam tvrdý, venku 15.–28. ledna 2018                                      | obhajuje bodů = 2 000 |             |                    |     |       |                    |
| Dubai Tennis Championships Dubaj, Spojené arabské emiráty ATP World Tour 500 tvrdý, venku 26. února – 3. března 2018 | 1390.                 |             |                    |     |       |                    |
| Dubai Tennis Championships Dubaj, Spojené arabské emiráty ATP World Tour 500 tvrdý, venku 26. února – 3. března 2018 | obhajuje bodů = 45    |             |                    |     |       |                    |
| BNP Paribas Open Indian Wells, Spojené státy ATP World Tour Masters 1000 tvrdý, venku 6.–19. března 2018             |                       |             |                    |     |       |                    |
| obhajuje bodů = 1 000                                                                                                |                       |             |                    |     |       |                    |
| Miami Open Miami, Spojené státy ATP World Tour Masters 1000 tvrdý, venku 26. března – 1. dubna 2018                  |                       |             |                    |     |       |                    |
| obhajuje bodů = 1 000                                                                                                |                       |             |                    |     |       |                    |
| ATP – postavení na žebříčku ATP; ↑ bodová ztráta na +1 příčku, ↓ bodový náskok na -1 příčku                          |                       |             |                    |     |       |                    |

## Utkání Hopmanova poháru

### Dvouhra: 4 (4–0)
| Turnaj                                                                                       | fáze             | soupeř           | ATP | stav  | výsledek           |
| -------------------------------------------------------------------------------------------- | ---------------- | ---------------- | --- | ----- | ------------------ |
| Hopmanův pohár Perth, Austrálie Hopmanův pohár tvrdý, hala 31. prosince 2017 – 6. ledna 2018 | základní skupina | Júiči Sugita     | 40. | výhra | 6–4, 6–3           |
| Hopmanův pohár Perth, Austrálie Hopmanův pohár tvrdý, hala 31. prosince 2017 – 6. ledna 2018 | základní skupina | Karen Chačanov   | 45. | výhra | 6–3, 7–6(10–8)     |
| Hopmanův pohár Perth, Austrálie Hopmanův pohár tvrdý, hala 31. prosince 2017 – 6. ledna 2018 | základní skupina | Jack Sock        | 8.  | výhra | 7–6(7–5), 7–5      |
| Hopmanův pohár Perth, Austrálie Hopmanův pohár tvrdý, hala 31. prosince 2017 – 6. ledna 2018 | finále           | Alexander Zverev | 4.  | vítěz | 6–7(4–7), 6–0, 6–2 |
| ATP – postavení na žebříčku ATP                                                              |                  |                  |     |       |                    |

### Smíšená čtyřhra: 4 (4–0)
| Turnaj                                                                                       | fáze             | spoluhráčka       | soupeři                                   | stav  | výsledek                              |
| -------------------------------------------------------------------------------------------- | ---------------- | ----------------- | ----------------------------------------- | ----- | ------------------------------------- |
| Hopmanův pohár Perth, Austrálie Hopmanův pohár tvrdý, hala 31. prosince 2017 – 6. ledna 2018 | základní skupina | Belinda Bencicová | Naomi Ósakaová Júiči Sugita               | výhra | 2–4, 4–1, 4–3(5–1) (Fast4 tenis)      |
| Hopmanův pohár Perth, Austrálie Hopmanův pohár tvrdý, hala 31. prosince 2017 – 6. ledna 2018 | základní skupina | Belinda Bencicová | Anastasija Pavljučenkovová Karen Chačanov | výhra | 4–3(5–1), 3–4(3–5), 4–1 (Fast4 tenis) |
| Hopmanův pohár Perth, Austrálie Hopmanův pohár tvrdý, hala 31. prosince 2017 – 6. ledna 2018 | základní skupina | Belinda Bencicová | Coco Vandewegheová Jack Sock              | výhra | 4–3(5–3), 4–2 (Fast4 tenis)           |
| Hopmanův pohár Perth, Austrálie Hopmanův pohár tvrdý, hala 31. prosince 2017 – 6. ledna 2018 | finále           |                   | Angelique Kerberová Alexander Zverev      | vítěz | 4–3(5–3), 4–2 (Fast4 tenis)           |

## Přehled finále
| Legenda                           |
| Grand Slam (0–0 D)                |
| Turnaj mistrů (0–0)               |
| ATP World Tour Masters 1000 (0–0) |
| ATP World Tour 500 (0–0)          |
| ATP World Tour 250 (0–0)          |
| D – dvouhra; Č – čtyřhra          |

| Finále dle povrchu |
| ------------------ |
| tvrdý (0–0 D)      |
| antuka (0–0)       |
| tráva (0–0)        |

| Finále dle místa |
| ---------------- |
| venku (0–0 D)    |
| hala (0–0)       |

### Dvouhra: 1 (0–0)
| stav       | č.      | datum          | turnaj                     | povrch | soupeř ve finále | výsledek |
| ---------- | ------- | -------------- | -------------------------- | ------ | ---------------- | -------- |
| neodehráno | 96./50. | 28. ledna 2018 | Australian Open, Austrálie | tvrdý  | Marin Čilić      |          |

## Finanční odměny
| turnaj                    | turnaj            | finanční odměna | celkem       |
| ------------------------- | ----------------- | --------------- | ------------ |
| Australian Open           | Australian Open   | A$              | $            |
| Přehled                   | výdělek v sezóně  |                 |              |
| Přehled                   | výdělek v kariéře |                 | $111 885 682 |
| kurziva – turnajový titul |                   |                 |              |

## Poměr vzájemných utkání
Přehled uvádí oficiální poměr vzájemných utkání dvouhry Rogera Federera podle ATP Tour, který činí 6 výher a 0 proher s procentuální úspěšností 100 %:
aktivní poměr
- Aljaž Bedene, 1–0
- Tomáš Berdych, 1–0
- Čong Hjon, 1–0
- Márton Fucsovics, 1–0
- Richard Gasquet, 1–0
- Jan-Lennard Struff, 1–0